# Low G Man: The Low Gravity Man
Low G Man: The Low Gravity Man è un videogioco a piattaforme sviluppato dalla giapponese KID e pubblicato in America dalla Taxan e in Europa dalla Nintendo.

## Struttura del gioco
Il gioco è diviso in cinque capitoli, suddivisi a loro volta in scene, per un totale di quindici livelli. Alla fine di ogni livello è necessario sconfiggere un boss per poter accedere a quello successivo. Una volta portato a termine il gioco ed aver assistito alle scene finali e ai titoli di coda, il gioco riprende dall'inizio. Occorre infatti terminarlo tre volte per concluderlo definitivamente e ogni volta il livello di difficoltà viene aumentato. Il gioco è inoltre dotato di un sistema di password, che consente di iniziare l'avventura dal capitolo più lontano raggiunto.

## Modalità di gioco
Inizialmente Low G Man è dotato solo di una pistola congelante e di una lancia. La strategia base per distruggere i robot che si oppongono al giocatore è quella congelarli con la pistola fermandoli per qualche secondo, per poi attaccarli con la lancia. Tuttavia in questo modo i nemici, una volta sconfitti, solo occasionalmente lasceranno cadere degli oggetti Power-up che potranno essere raccolti per facilitare l'impresa. Per ottenere con certezza un oggetto alla morte di un nemico è necessario eliminarlo nello stato non congelato. Il numero dei colpi necessari per congelare un nemico è proporzionale alla loro energia residua: minore sarà l'energia rimastagli minore sarà il numero dei colpi che permetteranno la sua congelazione. Nel corso del gioco poi, si potranno raccogliere quattro diversi tipi di munizioni di armi opzionali, che potranno essere selezionate o deselezionate dal giocatore. È anche possibile comandare dei veicoli per un periodo prestabilito che diminuirà nel caso in cui questi vengano colpiti. Mentre è alla guida di un veicolo però, il personaggio è immune agli attacchi dei nemici.

## Le munizioni
- Boomerang: lancia da uno a tre boomerang a destra, sinistra e in alto

- Fireball: lancia da una a tre palle di fuoco in una direzione

- Bomb: una potente arma, utile per attaccare dall'alto al basso

- Wave: simili al boomerang, ma con un maggiore raggio di azione

## Gli Oggetti
- Extra Points: la campana blu assegna al giocatore 1000 punti bonus e quella rossa 5000 punti

- Invincibility: rende il personaggio invulnerabile per 10 secondi

- Spear Power: aumenta la lunghezza della lancia

- EMDP Power: aumenta la potenza della pistola congelante

- Blue Medicine: ripristina la salute del personaggio

- Red Medicine: decrementa la salute del personaggio (da evitare)

- Low Gravity: aumenta l'altezza del salto

- 1-Up: assegna una vita extra

## I veicoli
- Robot Suit: Un robot poco agile ma in grado di saltare molto in alto. Attacca sparando una raffica di proiettili.

- Hover Craft: Una navicella in grado di volare. Attacca lanciando bombe.

- Spider: Un agile robot senza armi, che uccide i nemici col semplice contatto. Non è però immune ai proiettili dei nemici.